# Quaraí (gemeente)
Quaraí is een stad en gemeente in het zuiden van Brazilië, gelegen in de deelstaat Rio Grande do Sul. In 2004 telde de gemeente 24.987 inwoners. Quaraí is gelegen aan de rivier Cuareim. Deze rivier heet in het Portugees Quaraí, waar de stad naar vernoemd is. Aan de andere kant van de rivier ligt de Uruguayaanse stad Artigas, waar veel handel mee gedreven wordt.
De stad werd gesticht op 8 april 1875, daarvoor was het een nederzetting met de naam Quarahy.

## Aangrenzende gemeenten
De gemeente grenst aan Alegrete, Rosário do Sul, Santana do Livramento en Uruguaiana.

### Landsgrens
En met als landsgrens aan de stad Artigas in het departement Artigas met het buurland Uruguay.

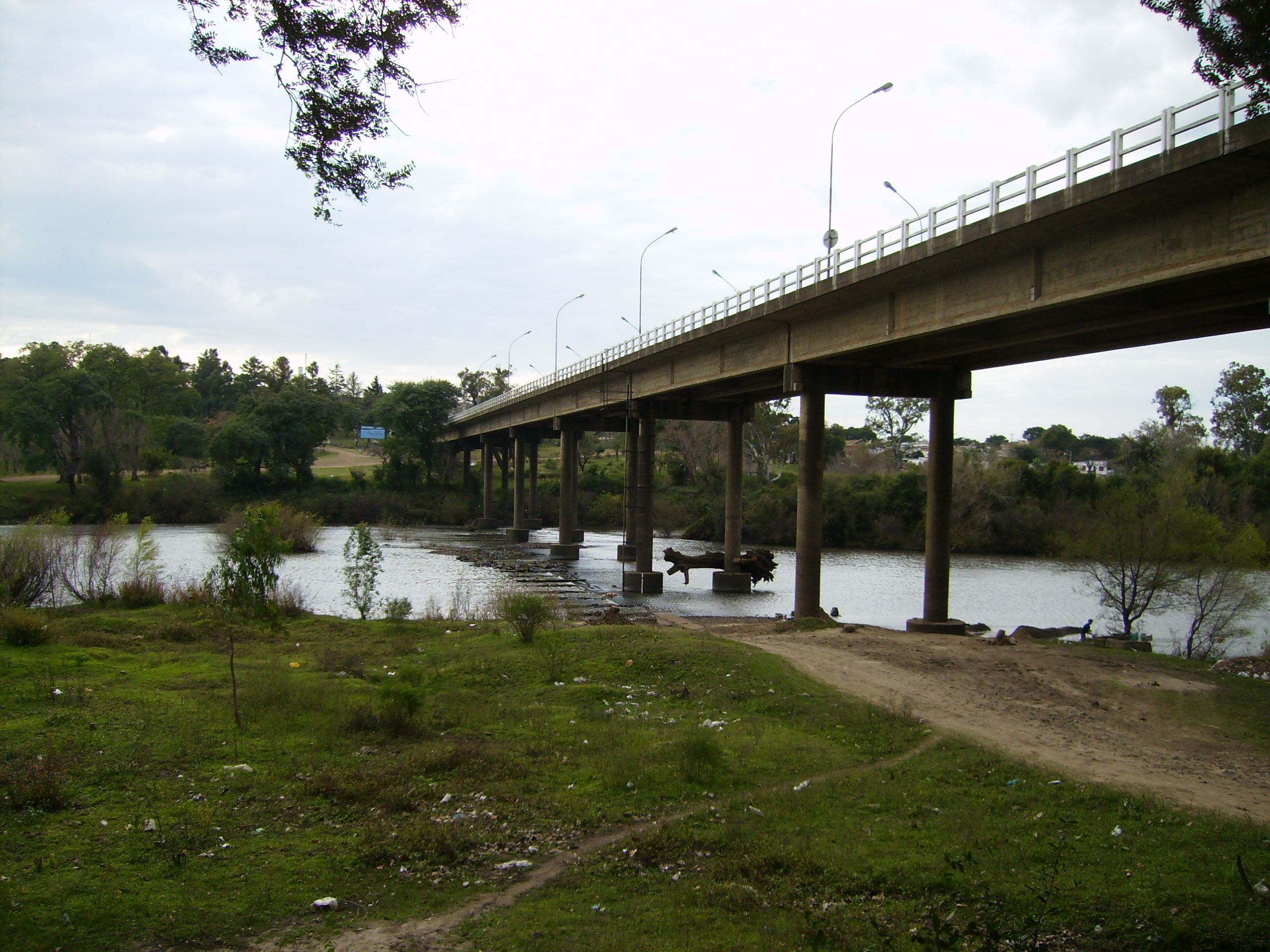
De brug Puente Internacional de la Concordia, genomen vanuit Uruguay, op de achtergrond Quaraí